# Albin Valentinčič
Albin Valentinčič, slovenski rodoljub, tigrovec in sodelavec narodnoosvobodilne borbe, * 12. januar 1900, Pevma pri Gorici, Avstro-Ogrska, † 1989.

## Življenje in delo
Rodil se je v družini Ivana Valentinčiča v Pevmi pri Gorici. Ljudsko šolo je obiskoval v Podsabotinu, trgovsko šolo pa v Gorici. Leta 1924 se je zaposlil v goriški Narodni knjigarni. Sodeloval je s kulturnimi delavci, predvsem pa z Zorkom Jelinčičem, odvetnikom in tajnikom društva Adrija in Zveze prosvetnih društev Avgustom Sfiligojem ter pisateljem Francetom Bevkom. Kot trgovski potnik je s kolesom prekrižaril vse kraje od Vipave do Trente, Idrije, Podbrda in Goriških Brd, sprejemal naročila od šol, občin in drugih, posebno od prosvetnih in turističnih društev, katerih tajniki in predsedniki so mu za Jelinčiča izročali pošto, njim pa je izročal Jelinčičevo in pošto drugih rodoljubov. Bil je zanesljiv kurir med Gorico in podeželjem. Po fašistični prepovedi slovenskih društev je zavzeto sodeloval v podtalnem protifašističnem boju za ohranitev slovenske narodne skupnosti v Italiji. Zelo je bil koristen za vzdrževanje zveze med Gorico in podeželjem, kjer je poznal mnogo članov organizacije TIGR. Po Jelinčičevi izselitvi iz Gorice na Bukovo 1929 je od njega po kurirjih prejemal šifrirana pisma zase in za nekatere v Gorici. Valentinčič je po italijanskih aretacijah in pobegih tigrovcev v Jugoslavijo spomladi 1930 obnavljal pretrgane zveze organizacije TIGR. Od svojih zaupnikov v vseh večjih krajih pa je vse do začetka vojne prejemal podatke o fašistih. Deloval je vse do pomladi leta 1941, ko je bil po italijanskem napadu na Jugoslavijo aretiran in poslan v internacijo v kraj Città Sant'Angelo v Pokrajini Pescara. Po kapitulaciji Italije se je vrnil v Gorico in tu delal v knjigarni ter sodeloval z narodnoosvobodilno borbo in zalagal partizanske tehnike s tiskarskim materialom.